# Khangarh (Sind)
Khangarh (en ourdou : خان گڑھ) est une ville pakistanaise située dans le district de Ghotki, dans le nord de la province du Sind. C'est la cinquième plus grande ville du district. Elle est située à près de 24 kilomètres au sud-est de la capitale de district, Ghotki.
La ville compte 30 409 habitants selon le recensement de 2017, alors qu'elle est pour la première fois considérée comme une zone urbaine par les autorités. Selon le recensement de 2023, la population de la ville monte à 32 648 habitants.